# Tlatzala
Tlatzala es una localidad del estado mexicano de Guerrero. Es parte del municipio de Tlapa de Comonfort.

## Toponimia
El nombre «Tlatzala» proviene de los términos en náhuatl: tlatzalan, barranca o punto entre tierras; tlan, locativo. Su significado es «Lugar en la barranca» o «Lugar entre tierras».

## Demografía
| Gráfica de evolución demográfica |
|                                  |

| Censo | Población |
| ----- | --------- |
| 1940  | 598       |
| 1950  | 731       |
| 1960  | 940       |
| 1970  | 982       |
| 1980  | 1 156     |
| 1990  | 1 197     |
| 2000  | 1 292     |
| 2010  | 1 387     |
| 2020  | 1 117     |